# Go Go Power Rangers
Go Go Power Rangers es una canción del compositor Ron Wasserman quien grabó esta canción como "Aaron Waters - The Mighty RAW". Fue lanzada el 2 de diciembre, del 1994, por Saban Music Group (anteriormente conocida como Saban Records) como parte del álbum Mighty Morphin Power Rangers The Album: A Rock Adventure en formato de Casete y CD.
La canción sería utilizada para las primeras tres temporadas de Power Rangers y Alien Rangers con pequeños cambios. El título de la canción, "Go Go Power Rangers", se convirtió en una frase popular relacionada con la serie, y fue utilizada en varias temporadas.
La canción fue compuesta, escrita, y producida, por Wasserman pocas horas después de haber visto el material original mientras escuchaba marimba guatemalteca 
La canción tuvo diversas versiones y arreglos que fueron utilizados en otras temporadas, como la versión de Noam Kaniel que fue utilizada en Power Rangers Samurai, un arreglo de la versión de Kaniel fue utilizada en Power Rangers Megaforce cambiando las letras para relacionarlo con la temporada. Otro arreglo fue utilizado para Power Rangers Dino Charge también con la letra modificada. Fue utilizada en Power Rangers: la película de 1995, y recientemente se volvió a utilizar en la película de 2017.